# ハミルトン郡 (カンザス州)
ハミルトン郡 (Hamilton County、標準省略：HM) は、アメリカ合衆国カンザス州に位置する郡である。2000年現在、人口は2,670人である。この郡の最大都市及び郡庁所在地はSyracuseである。ハミルトン郡は酒類が禁じられた禁酒郡である。

## 地理
アメリカ合衆国統計局によると、この郡は総面積2,584 km2 (998 mi2) である。このうち2,581 km2 (996 mi2) が陸地で3 km2 (1 mi2) が水域である。総面積の0.11%が水域となっている。

### 隣接する郡
- グリーリー郡（北）
- ウィチタ郡（北東）
- カーニー郡（東）
- グラント郡（南東）
- スタントン郡（南）
- プロワーズ郡 コロラド州（西）

## 人口動勢
2000年現在の国勢調査で、この郡は人口2,670人、1,054世帯、及び715家族が暮らしている。人口密度は1/km2 (3/mi2) である。0/km2 (1/mi2) の平均的な密度に1,211軒の住宅が建っている。この郡の人種的な構成は白人81.65%、アフリカン・アメリカン0.49%、先住民0.49%、アジア0.56%、太平洋諸島系0.00%、その他の人種15.13%、及び混血1.69%である。ここの人口の20.60%はヒスパニックまたはラテン系である。
この郡内の住民は28.40%が18歳未満の未成年、18歳以上24歳以下が7.20%、25歳以上44歳以下が25.30%、45歳以上64歳以下が20.90%、及び65歳以上が18.40%にわたっている。中央値年齢は38歳である。女性100人ごとに対して男性は97.60人である。18歳以上の女性100人ごとに対して男性は92.60人である。
この郡内の世帯ごとの平均的な収入は32,033米ドルであり、家族ごとの平均的な収入は38,550米ドルである。男性は26,701米ドルに対して女性は21,000米ドルの平均的な収入がある。この郡の一人当たりの収入 (per capita income) は16,484米ドルである。人口の15.70%及び家族の10.90%は貧困線以下である。全人口のうち18歳未満の21.50%及び65歳以上の9.40%は貧困線以下の生活を送っている。

## 都市及び町
- Coolidge
- Syracuse

## 郡区
ハミルトン郡は8の郡区に分かれている。この郡内部の都市は governmentally independent と見なされておらず、郡区向けのすべての外観はそれらの都市に含まれている。以下の表内の人口中心は、もしかなりの数ならば、郡区の人口総計を含む最大都市である。

## 教育

### 統一された学校区
- シラキュース 統一教育学区494号